# Limax seticus
Limax seticus ist eine Nacktschnecken-Art aus der Familie der  Schnegel (Limacidae), die zu den Landlungenschnecken (Stylommatophora) gehört. Sie wurde in 4.700 bis 4.800 m über Seehöhe in Nepal gefunden. Die Typlokalität ist damit der höchste Punkt auf der Welt, an dem eine heutige Schneckenart lebend gefunden wurde.

## Merkmale
Limax seticus ist eine kleine Limax-Art, die ausgestreckt bis 39 mm lang wird. Der Mantel nimmt ca. 12 mm ein. Die Körperbreite beträgt etwa 5 mm. Der schwach ausgebildete Kiel ist lang und erreicht das hintere Ende des Mantelschildes. Der Körper des Tieres ist tiefschwarz. Lediglich die dreigeteilte Sohle weist ein nahezu weißes Mittelfeld auf. Die Lateralfelder sind ebenfalls schwärzlich. Um das Atemloch (Pneumostom) herum ist ein rundliches Feld abgesetzt. Zwischen Mittelkiel und Atemloch sind etwa 20 Furchen erkennbar. Der Schleim ist farblos.
Im Genitalapparat ist die Zwitterdrüse groß und besteht aus einem wenig gegliederten Lappen. Der Zwittergang ist annähernd gerade. Der Eisamenleiter mit (noch) kleiner Albumindrüse und Prostata. Der freie Eileiter (Ovidukt) ist sehr kurz und röhrenförmig. Auch der Samenleiter (Vas deferens) ist wenig verschlungen und mündet nur leicht seitlich versetzt in den Apex des Penis. Direkt daneben setzt der Penisretraktormuskel an. Der wurmförmige Penis erreicht etwa das 2,5-fache der Körperlänge. Das Endteil ist etwas dicker. Die Samenblase (Spermathek) ist eiförmig mit einem verhältnismäßig langen Stiel, der ungefähr so lang ist wie die Blase selbst. Die Samenblase mündet nahe dem Penis in das Atrium, das verglichen mit anderen Limax-Arten lang ist.
Der Darm ist in drei Schlingen gelegt, die letzte Schlinge ist die längste der drei Darmschlingen. Ein Caecum fehlt.

### Ähnliche Arten
Limax seticus ähnelt im Genitalapparat dem Schwarzen Schnegel (Limax cinereoniger Wolf, 1803). Allerdings ist sie wesentlich kleiner und besitzt einen langen Kiel, der bis an den Mantelschild heranreicht. Die Tiere sind einschließlich des Kiels und mit Ausnahme des weißen Mittelfeldes der Sohle komplett schwarz.

## Geographische Verbreitung und Lebensraum
Die Art ist bisher nur von der Typlokalität bekannt. Diese liegt bei Dudh Lekh nahe Sankha Lagna,
Chachour, Bajura-Distrikt, Seti-Zone, Nepal, Koordinaten: 29° 56' 09" N, 81°40’32" E.
Die wenigen Exemplare wurden auf einer Moräne an der Basis von Steinen in 4.700 bis 4.800 m über Meereshöhe gesammelt. Es ist der höchste Fundpunkt, an dem bisher Schnecken gefunden wurden, und sie sind hier nicht häufig. In zehn Stunden wurden insgesamt 13 Exemplare gefunden. Die Art war mit einer Pyramidula sp., ebenfalls einer Landlungenschnecke aus der Überfamilie der Pupilloidea vergesellschaftet. Lediglich Vertreter der Familie Anadenidae wurden bisher schon bis in 4.500 m über Seehöhe gefunden.

## Taxonomie und Nomenklatur
Die Art wurde von Andrzej Wiktor und Ulrich Bößneck 2004 erstmals beschrieben. Sie ist bisher nur von der Typlokalität in wenigen Exemplaren bekannt, die im Juli 2001 von Ulrich Bößneck und A. Weigel gesammelt worden sind. Der Holotyp (No. MP 968) und einige  Paratypen (No. MP 968) sind im Naturkundemuseum der Universität Breslau hinterlegt, drei Paratypen wurden im Naturkundemuseum Erfurt (No. NME 0421U) hinterlegt. Der Artname leitet sich von der Seti-Zone (oder Provinz) in Nepal ab.
Der Fund einer Limax-Art im Himalaya in so großer Hohe war eine sehr große Überraschung, da die Gattung Limax im Wesentlichen auf Europa und Westasien beschränkt ist. Es könnte sich um ein Reliktvorkommen handeln, aber auch eine wesentlich größere Verbreitung der Gattung Limax als bisher bekannt, ist nicht auszuschließen, da die meisten Regionen zwischen dem Fundpunkt von L. seticus und dem Kaukasus und Kleinasien, den bisher östlichsten Fundpunkten der Gattung bisher kaum auf Nacktschnecken untersucht sind.